# Masako Ōya
Masako Ōya (jap. 大屋 政子 Ōya Masako;  z domu Morita (jap. 森田 Morita) ur. 27 października 1920 roku w Osace, zm. 16 stycznia 1999 roku) – japońska osobowość telewizyjna, piosenkarka, pisarka oraz przedsiębiorca. 

## Życiorys
Córka Masayoshi Mority – japońskiego biznesmena, polityka i prawnika, członka Rikken Seiyūkai. Jej mężem był japoński biznesmen i polityk Shinzō Ōya, z którym miała córkę Toshiko. Zmarła w wieku 78 lat, 16 stycznia 1999 na raka żołądka. Była rozpoznawana ze względu na swoje krzykliwe różowe stroje oraz wysoki głos. Przypuszcza się, iż prawdopodobnie była inspiracją do wykreowania wizerunku postaci Maneko z serialu animowanego Starzan z 1984 roku.

## Książki
- Teijin no Ōya Masako shachō fujin wa danpu-gata gaikōkan to iwa reru monosugoi kimottama toppuredī (jap. 帝人の大屋政子社長夫人はダンプ型外交官といわれるものすごい肝っ玉トップレディー) (1976)[2]
- Tengachaya no Masako-chan (jap. 天下茶屋の政子ちゃん) (czerwiec 1983)[3]
- Masako-chan no meruhen kōyū-roku (jap. 政子ちゃんのメルヘン交遊録) (lipiec 1984)[4]

## Dyskografia

### Single
- Ariran musume/Boshi tori (jap. アリラン娘/母子鳥), (Mikaze Mayumi (jap. 御風真弓) zapisane jako (jap. 御風まゆみ) (Teichiku, 1948).
- Kako (kizu)/Ē~tsu? Uso~o! Yadā! Honto!? (jap. 過去（きず）/エーッ?嘘ォ!ヤダー!ホント!?) (Masako Ōya (jap. 大屋政子 Ōya Masako) Warner Pioneer, 1981)[5][6].
- Masako-chan ondo/Koi-gokko no barādo (jap. 政子ちゃん音頭/恋ごっこのバラード) (Masako Ōya BONNY JACKS (jap. 大屋政子、ボニージャックス) Victor, 1983)[7].

### Albumy
- Ōya Masako Live Concert (jap. 大屋政子・ライブコンサート Ōya Masako raibukonsāto) (Warner Pioneer, 1979)[8].